# Зацечкі
Зацечкі (пол. Zacieczki) — село в Польщі, у гміні Щучин Ґраєвського повіту Підляського воєводства.
Населення — 46 осіб (2011).
У 1975-1998 роках село належало до Ломжинського воєводства.

## Демографія
Демографічна структура станом на 31 березня 2011 року:
|          | Загалом | Допрацездатний вік | Працездатний вік | Постпрацездатний вік |
| -------- | ------- | ------------------ | ---------------- | -------------------- |
| Чоловіки | 28      | 5                  | 19               | 4                    |
| Жінки    | 18      | 5                  | 8                | 5                    |
| Разом    | 46      | 10                 | 27               | 9                    |